# 海岸城 (乌拉圭)
海岸城（西班牙語：Ciudad de la Costa），乌拉圭南部卡内洛内斯省城市，南邻拉普拉塔河。该市1994年成立，建立较晚，但成立后人口迅速增长，目前是乌拉圭第2大城市。根据卡内洛内斯省政府引用乌拉圭国家统计局2011年的数据，人口为126,786。